# BNP Paribas
BNP Paribas S.A. is een van de grootste bankgroepen ter wereld. Het hoofdkantoor van de van oorsprong Franse bank staat in Parijs. De bank vloeit voort uit onder meer de oude Bank van Parijs en de Nederlanden en ontstond in 2000 door de fusie tussen Banque Nationale de Paris en Paribas.

## Activiteiten
BNP Paribas heeft vestigingen in bijna 75 landen en heeft 184.000 medewerkers, waarvan de ruime meerderheid in Europa. Sinds BNP Paribas in 2009 het Belgische Fortis opkocht, behoort de bank tot de grootste van Europa.
Eind 2023 had de bank een balanstotaal van US$ 2867 miljard en stond daarmee op de achtste plaats op de wereldranglijst van banken. In Europa was alleen HSBC groter en op nummer drie staat Crédit Agricole.
BNP Paribas vormt deel van de Euro Banking Association EBA. De EBA is een samenwerkingsverband van Europese Banken, gericht op het mogelijk maken van het betalingsverkeer binnen het Euro-gebied. Dochterondernemingen van BNP Paribas zijn onder andere Arval, BGL BNP Paribas, BNP Paribas Cardif, BNP Paribas Fortis, Cetelem, Cortal Consors, SINVIM, Union de Crédit pour le Bâtiment (UCB).

### BNP Paribas Asset Management
In 2007 hergroepeerde BNP Paribas zijn vermogensbeheeractiviteiten onder de merknaam BNP Paribas Investment Partners. In 2010 werd de transactie tussen BNP Paribas Investment Partners en Fortis Investments afgerond. In juni 2017 wijzigde BNP Paribas Investment Partners zijn naam in BNP Paribas Asset Management.

### Fintro

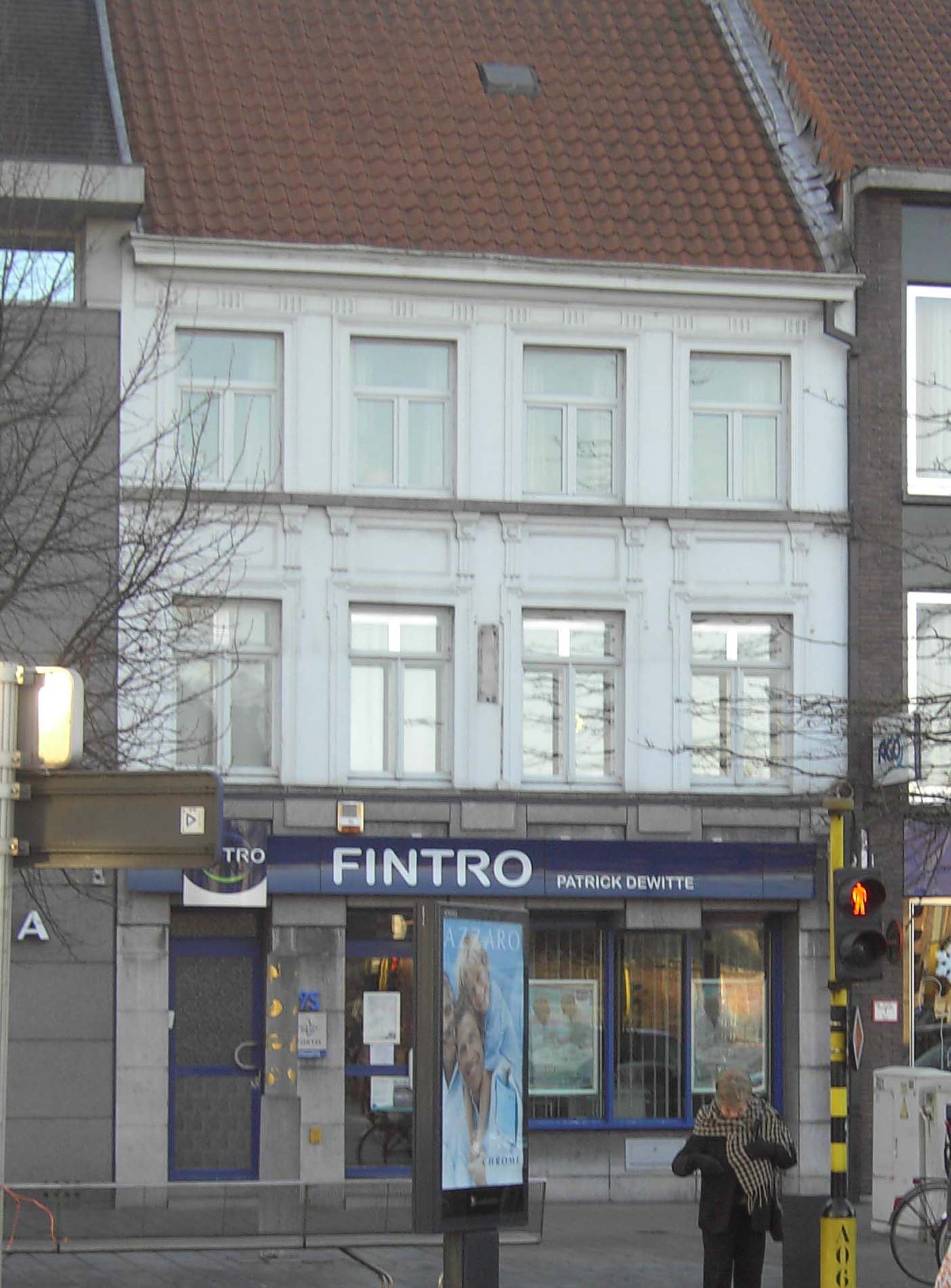
Een Fintro-agentschap in Eeklo

Fintro is sinds 2013 een distributiemerk van BNP Paribas, dat actief is in België. Het netwerk van agentschappen bestaat uit ongeveer 200 zelfstandige kantoren. Fintro was een onderdeel van de Fortis Bank en kwam na de financiële crisis van 2008 in handen van het bedrijf. Het is de rechtsopvolger van de "Nationale Maatschappij voor Krediet aan de Nijverheid" uit 1919, een bedrijf dat vooral scheepskredieten en na de oorlog verleende en vanaf 1950, beheerde de Marshall-kredieten voor de steenkoolnijverheid beheerde en na de oorlog bankkantoren opende. In 1995 kwam het in handen van de ASLK, die later zelf werd overgenomen door Fortis en na de fusie met de Generale Bank opging in de Fortis Bank. In 2005 kreeg het de naam Fintro (afkorting van Financiële INTROductie). Vanaf begin mei 2009 is het voor 75% eigendom van BNP Paribas, de rest van de aandelen was in handen van de Belgische Staat via de Federale Participatie Maatschappij (FPIM). In 2013 nam BNP Paribas de aandelen in handen van de FPIM over.

### Fortis
Fortis Bank, het onderdeel dat vooral in België geld beheert, en ook o.a. de voormalige Turkse Dışbank zou voor 75% in handen van BNP Paribas komen en voor 25% in handen van de Belgische staat. Dit werd echter verworpen door de aandeelhouders van Fortis. Maar op de aandeelhoudersvergadering van 28 en 29 april 2009 werd de deal wel aanvaard en dat betekende dat BNP Paribas 75% van de bank in handen kreeg en de Belgische overheid 25%. Ook kreeg BNP Paribas 25% van Fortis Insurance in handen, de overige driekwart zijn nog in handen van Ageas. In november 2013 verkocht de Belgische federale regering het 25% aandelenbelang in BNP Paribas Fortis voor 3,25 miljard euro aan BNP Paribas. Daarmee is het vroegere Fortis volledig in Franse handen.
Fortis Investments, de vermogensbeheertak van Fortis, is ook in bezit gekomen van BNP Paribas. In april 2008 lijfde de vermogensbeheerder van Fortis de activiteiten van ABN AMRO Asset Management in. Bij de overname door BNP Paribas had Fortis Investments wereldwijd 200 beleggingsfondsen, die door 40 teams in veertien landen werden aangestuurd. In Nederland had Fortis Investment destijds ongeveer €40 miljard onder zijn beheer.

## Boetes en schikkingen

### In Europa
In 2009 kreeg de bank BNP Paribas een bestuurlijke boete van 120.000 euro van de Autoriteit Financiële Markten omdat de bank gedurende bijna een jaar het belang van BNP Paribas Cardif in Volta Finance Limited ongemeld had gelaten. Volta Finance Limited is een aan de Euronext genoteerde beleggingsinstelling.

### In de Verenigde Staten
Wegens verboden handel met Soedan en Iran rekende de Franse bank in juni 2014 erop een schikking te moeten betalen van $10 miljard. Een dergelijk bedrag zal voor deze bank een negatief effect hebben op haar verplichte bankbuffers.
Op 26 juni 2014 werd bekend dat BNP Paribas een akkoord had bereikt met de Amerikaanse autoriteiten over een schikking voor een bedrag van $8,9 miljard (ongeveer €6,5 miljard). De bank zal schuld bekennen aan het schenden van sancties tegen landen als Iran en Cuba. Tevens volgen er zware handelssancties voor de bank. De hoge boete werd mede opgelegd omdat de bank ondanks waarschuwingen de illegale praktijken gewoon voortzette. De bank weigerde verder volledig mee te werken aan het Amerikaanse onderzoek en zou „arrogant” en „amateuristisch” hebben geopereerd. BNP realiseerde in 2013 een nettowinst van 4,8 miljard euro en de boete bracht de kredietwaardigheid van de bank niet in gevaar. Het eigen vermogen van BNP bleef met 10% boven de internationale norm die na de bankencrisis is aangescherpt.

## Ethisch beleid
De meningen over de acties die BNP Paribas onderneemt op het vlak van maatschappelijk verantwoord ondernemen, lopen uiteen. Verscheidene onafhankelijke, professionele niet-financiële ratingbureaus en ngo’s erkennen de vooruitgang en de inspanningen van de groep op dat gebied, terwijl andere ngo’s haar verwijten schadelijke activiteiten te financieren.

#### Kritiek van NGO's
Volgens de vooraf bepaalde criteria de leden van Fair Finance Guide International (in België en Nederland heet dit Eerlijke Geldwijzer) scoort BNP Paribas zeer slecht in vergelijking met de onderzochte banken op het vlak van het ethische beleid. Hieruit blijkt dat BNP Paribas nauwelijks richtlijnen heeft en naleeft op het vlak van mensenrechten, investeringen in de wapenindustrie, reduceren van broeikasgassen, natuurbehoud en transparantie. Uit een rapport van Dirty Profits 2012 blijkt dat de bank het meest investeerde van alle banken in de door Dirty Profits gescreende controversiële bedrijven en dus het meest profiteerde uit mensenrenrechtenschendingen en milieuschade.
Uit een onderzoek dat in 2016 gepubliceerd werd bleek dat BNP Paribas een grote investeerder is in de wapenindustrie en werd er vermeld in de "Hall of Shame" van het rapport "Do Not Bank on the Bomb." De bank investeert in bedrijven die kernwapens produceren.
Uit het document 'Fossielvrije banken in de strijd tegen de koolstofzeepbel", dat dateert van 2016, van de Belgische klimaatcoalitie en Fairfin blijkt dat BNP Paribas bijna 30 miljard investeert in milieuvervuilende energiebronnen zoals gas, olie en steenkool.
BNP Paribas was een officiële sponsor van de klimaatconferentie van Parijs in 2015 (die als doel had maatregelen te nemen om de uitstoot van broeikasgassen te reduceren en de klimaatopwarming tegen te gaan). Externe non-profit organisaties spreken echter van greenwashing omdat de bank zelf miljoenen euro's investeert in de fossiele brandstofindustrie.

#### Ethische screening
Verscheidene recente rangschikkingen belichten de goede resultaten van BNP Paribas op het vlak van maatschappelijk verantwoord ondernemen, met name die van Refinitiv, met de verantwoordelijke bedrijven uit de Franse SBF120-index (93,6 op 100 in 2019), die van het Carbon Disclosure Project (A- in 2019), die van Vigeo Eiris, waarin BNP Paribas in 2018 de hoogst gerangschikte Europese grootbank was (70 op 100), die van RobecoSAM (79/100) en die van de Britse ngo ShareAction, die BNP Paribas als beste Europese bank voor het beheer van de klimaatgebonden risico’s en opportuniteiten rangschikt in 2020. Volgens ShareAction voldeed wel geen enkele bank in de ranking aan de best-practice benadering voor klimaatverandering. Verder riep het magazine Euromoney BNP Paribas in 2019 uit tot beste bank ter wereld op het vlak van maatschappelijk verantwoord ondernemen. Wel moet hierbij vermeld worden dat voorgenoemde rankings vaak enkel grootbanken in hun ranking opnemen en dus geen kleine banken. Volgens de Eerlijke Geldwijzer behalen namelijk vooral kleinere banken een goede score op ethisch vlak.

#### Verbintenissen en sectorpolicy’s
Om de financiële stromen in de richting van een koolstofarm traject te helpen sturen, ondertekende BNP Paribas de ‘Principles for Responsible Banking’ en het ‘Collective Commitment to Climate Action’ in 2019. De ondertekenende banken verbinden zich ertoe tools te ontwikkelen die toelaten de kredietportefeuilles in overeenstemming te brengen met de doelstellingen van het Akkoord van Parijs, en meer transparant te zijn over hun beleid.
BNP Paribas wil zich, naar eigen zeggen, mee inzetten om de opwarming van de aarde onder 2°C te houden en ging daartoe diverse verbintenissen aan die de energietransitie en de klimaatstabiliteit bevorderen.
Volgens Eerlijke Geldwijzer blijft de bank echter investeren in bedrijven die steenkool, olie en gas ontginnen of produceren en is de bank niet van plan om die investeringen stop te zetten. Zo kunnen energiebedrijven die tot 30% van hun elektriciteit produceren door de verbranding van steenkool wel nog een lening krijgen bij de bank. Een mijnbouwbedrijf mag tot 50% van zijn omzet uit steenkoolmijnen halen.
Tussen 2016 en 2018 investeerde BNP Paribas meer dan vierenveertig miljard euro in fossiele brandstoffen. Uit een onderzoek van de Franse bankwijzer blijkt ook dat BNP Paribas vier keer meer in fossiele brandstoffen investeert dan in hernieuwbare energie. Voor leningen en beleggingsfondsen hanteert BNP Paribas wel een beleid met enkele beperkingen: de bank werkt niet (meer) samen met bedrijven die olie of gas ontginnen uit schalievelden, teerzand of oliebronnen in de buurt van de noordpool, waar ontginning extra gevaarlijk is voor het milieu en de plaatselijke bevolking.